# Mary-Laure Zoss
Mary-Laure Zoss, née le 22 mai 1955 à Vaulion en Suisse,  vit aujourd'hui à Lausanne, est une écrivain et enseignante vaudoise.

## Biographie
Mary-Laure Zoss, enseignante, publie en 2007 Le noir du ciel aux éditions Empreintes couronné par le Prix de poésie C.F. Ramuz 2006 suivi par Entre chien et loup jetés chez Cheyne, au Chambon-sur-Lignon en 2008, puis Où va se terrer la lumière, chez ce même éditeur en 2010.
Ses textes ont paru en revue, en France et en Suisse (N4728, Bacchanales, Viceversa, Conférence, Fario, Revue de Belles-Lettres etc.).
Elle reçoit le prix Louise-Labé en 2022 pour D’ici qu’à sa perte (éditions Faï Fioc).

## Publications
- Le noir du ciel, Éditions Empreintes, 2007  (ISBN 978-2-940133-90-1)[2]
- Entre chien et loup jetés, Cheyne Éditeur, 2008  (ISBN 978-2-84116-139-3)
- Où va se terrer la lumière, Cheyne Éditeur, 2010  (ISBN 978-2-84116-158-4)
- Route, livre d'artiste avec cinq peintures de Philippe Guitton, Editions du Frau, 2010.
- Une syllabe, battant de bois, Cheyne Éditeur, 2012  (ISBN 978-2-84116-179-9)
- Au soleil, haine rouée, Cheyne Éditeur, 2014,  (ISBN 978-2-84116-203-1)
- Ceux-là qu'on maudit, avec des œuvres de Jean-Gilles Badaire, Fario, 2016[2]
- Bêtes noires, avec des dessins d'Ena Lindenbau, Editions du Frau, 2018.
- D'un fond de suie, avec des gravures d'Yves Deluz, Editions du Frau, 2019.
- A force d'en découdre, Le Réalgar Editions, 2019.
- Seul en son bois, dressé noir, Fario, 2022[3].